# Stimulator

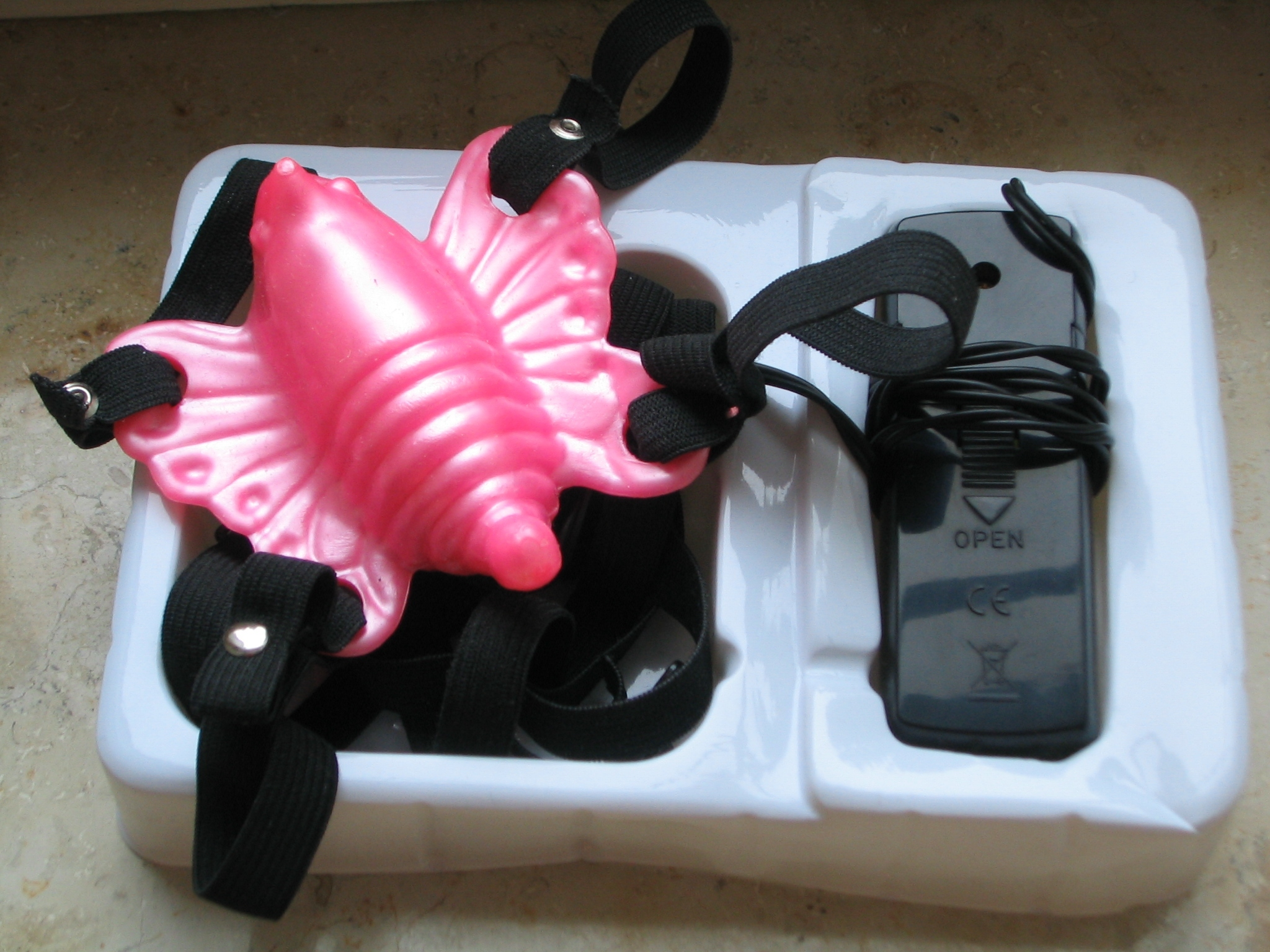
Vlindervibrator

Een stimulator (ook oplegvibrator of clitorisvibrator genoemd) is een vibrator voor uitwendige seksuele stimulatie van de clitoris.
Het stimuleren van de clitoris is een manier om een orgasme te bereiken. Hierbij is penetratie niet noodzakelijk. De vibratormodellen variëren. Zo zijn er oplegvibrators in de vorm van een vlinder die met bandjes vastgezet kunnen worden en vibrators die aan een vinger vastgemaakt kunnen worden om de clitoris te stimuleren. Een stimulator wordt door fabrikanten ook gezien als een hulpmiddel om bij paren voor intimiteit te zorgen.
Stimulators hebben een knop waarmee het apparaat aan- en uitgezet kan worden en een knop waarmee de intensiteit van de vibratie ingesteld kan worden. Tevens bestaan varianten die via een telefoon bediend kunnen worden of die reageren op geluid of muziek. De intensiteit van de vibratie verschilt per type en heeft vaak ook invloed op het geluid dat het apparaat maakt tijdens het gebruik.